# Суперсам у Варшаві
СуперСам (пол. SuperSam) — торговий павільйон у Варшаві, який існував у 1962—2006 рр. за адресою вул. Пулавська, 2 (пол. ul. Puławska, 2).
Це був перший у Польщі Суперсам і одне з найвидатніших досягнень модернізму в Польщі. Знесений у 2006 році, а на його місці у 2010—2013 рр. зведено офісно-торговий комплекс «Пляц Унії» (пол. Plac Unii).
Від назви цього об'єкту походять назва подібних торгових точок, характерних для другої половини існування Польської Народної Республіки.

## Історія
Варшавський Суперсам відкрили 6 червня 1962 року. Це була інноваційна будівля, з підвішеною і закріпленою кріпленням натяжною покрівлею з прогонами і сталевими канатами, яку спроєктували троє архітекторів: Єжи Гриневецький, Мацей Красінський, Ева Красінська — і трьома конструкторів: Вацлав Залевський, Станіслав Кусь і Анджей Журавський.
В одному просторі павільйону з корисною площею 6000 м² був найбільший продуктовий магазин самообслуговування у Варшаві. Він мав власну пекарню, кулінарний магазин, приміщення для розділки м'яса, обсмажування кави та магазин пончиків. Також було кафе-бар і бар самообслуговування «Фрикас» (пол. „Frykas”) розрахований на близько 170 осіб.
7 серпня 1971 року під час рекордної спеки, Суперсам відвідав прем'єр-міністр Пйотр Ярошевич (пол. Piotr Jaroszewicz), зацікавився станом постачання закладу продуктами та охолоджуючими напоями. Прем'єр-міністр рекомендував збільшити частоту постачання цеху м'ясопродуктами та встановити вентиляційні пристрої.
Незважаючи на кампанію збереження будівлі від знесення як цінного пам'ятника архітектури Польської Народної Республіки, Суперсам знесли у грудні 2006 року. У 2009 році опубліковано проєкт будови на цій ділянці офісної будівлі з торговою частиною під назвою «Пляц Унії» (пол. "Plac Unii").
У 2008 році Суперсам знову відкрили в іншій локації, в одноповерховому залі на вул. Пулавській, 131 (пол. ul. Puławska, 131) (кут вул. Доманевської пол. ul. Domaniewska). Зал функціонував як тимчасовий до жовтня 2013 року, після чого Суперсам повернувся на вул. Пулавську, 2, і був розташований на підземному поверсі офісно-торговельного комплексу «Пляц Унії». У лютому 2019 року організація (пол. Spółdzielnia Spożywców Supersam) повідомила про закінчення діяльності в тимчасовому приміщенні з 1 березня 2019 року через нерентабельність магазину.

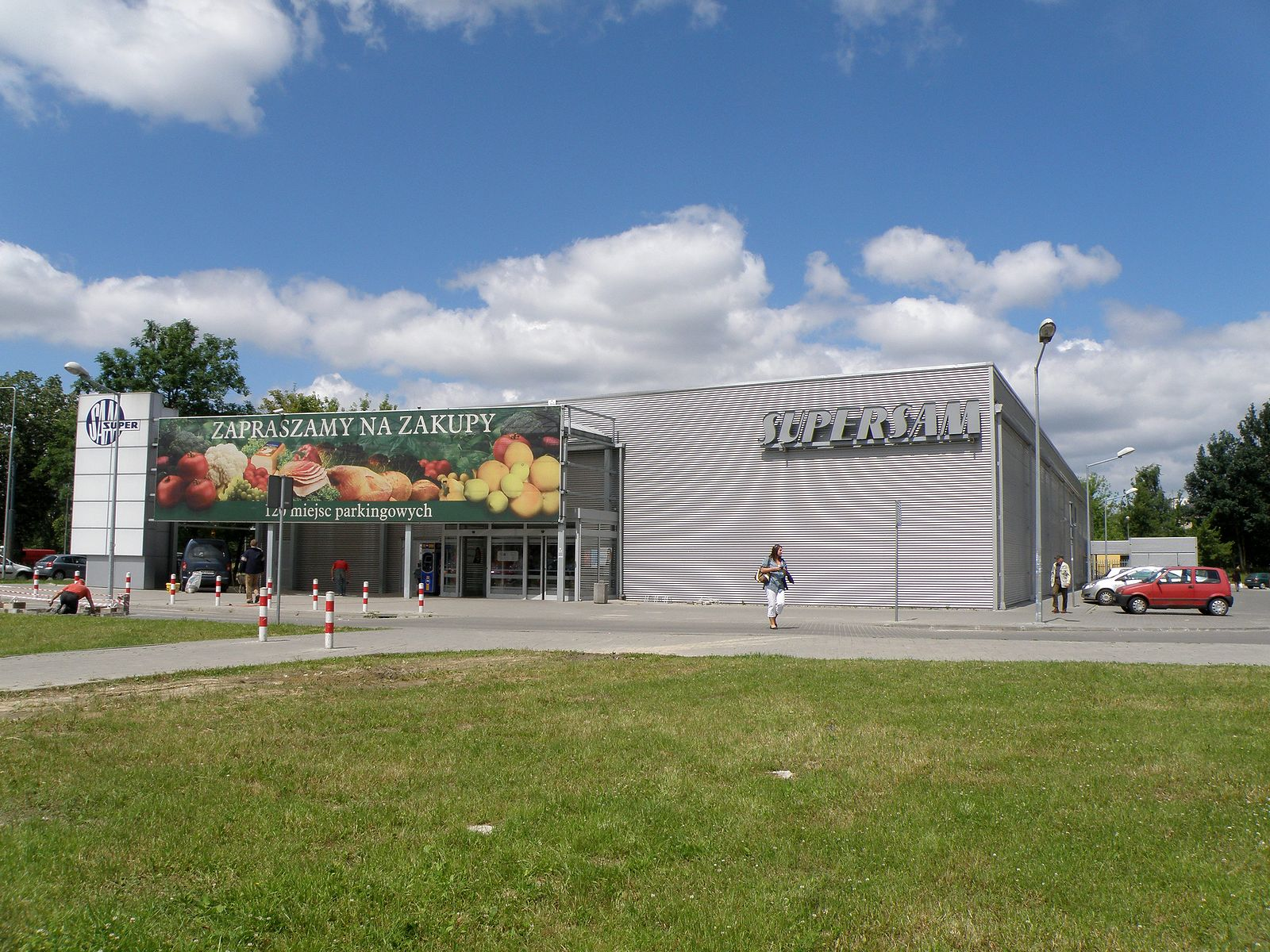

1. ↑  T. Przemysław Szafer: Współczesna architektura polska. Warszawa: Wydawnictwo „Arkady”, 1988, s. 227. ISBN 83-213-3325-7.
2. ↑  Warszawa. Przewodnik. Warszawa: Wydawnictwo „Sport i Turystyka”, 1966, s. 25.
3. ↑  Warszawa. Przewodnik. Warszawa: Wydawnictwo „Sport i Turystyka”, 1966, s. 201.
4. ↑  Warszawa. Przewodnik. Warszawa: Wydawnictwo „Sport i Turystyka”, 1966, s. 202.
5. 1 2  Kronika wydarzeń w Warszawie 1 VI–31 VIII 1971. „Kronika Warszawy”. 1972. S. 126.
6. ↑  Grzegorz Miecznikowski. Są pieniądze na budowę Supersamu. „Gazeta Stołeczna”, 2009-07-21.
7. 1 2  Historia. www.supersam.nazwa.pl. Процитовано 5 березня 2019.
8. ↑  Anna Wittenberg. Supersam powraca do życia na Mokotowie. „Życie Warszawy”, 2008-02-12.
9. ↑  Supersam przy Puławskiej kończy działalność. Przegrali z Biedronką?. warszawa.wyborcza.pl. 27 lutego 2019. Процитовано 5 березня 2019.